# Chinesischer Perlschweif
Der Chinesische Perlschweif oder Chinesische Schweifähre (Stachyurus chinensis) ist ein Strauch mit auffallenden, hellgelben Blütenständen und kugeligen, grünen Früchten aus der Familie Stachyuraceae. Das natürliche Verbreitungsgebiet der Art liegt in China und Taiwan. Sie wird selten kultiviert.

## Beschreibung
Der Chinesische Perlschweif ist ein 2 bis 4 Meter hoher, breit aufrechter, sommergrüner Strauch mit grünen oder stumpf braunen Trieben. Die Laubblätter stehen wechselständig. Sie haben einen 1 bis 2 Zentimeter langen Stiel. Die Blattspreite ist papierartig bis häutig, 5 bis 12 Zentimeter lang und 3 bis 7 Zentimeter breit, eiförmig bis elliptisch oder rundlich, zugespitzt bis geschwänzt, mit stumpfer bis leicht herzförmiger Basis und gesägtem bis gekerbtem Rand. Es werden fünf bis sechs an beiden Blattseiten hervortretende Nervenpaare gebildet. Die Blattoberseite ist kahl, die Unterseite ebenfalls oder entlang der Mittel- und Seitenadern locker behaart.
Die kurzen, hängenden Blütenstände sind 5 bis 10 Zentimeter lange, achselständige Trauben. Die kleinen, gelben, zwittrigen oder funktionell eingeschlechtlichen, vierzähligen und glockenförmigen Blüten mit doppelter Blütenhülle öffnen sich noch vor dem Erscheinen der Blätter; sie sind gelb, etwa 7 Millimeter im Durchmesser, beinahe sitzend oder kurz gestielt. Die Tragblätter sind 3 Millimeter lang, dreieckig-länglich und spitz. Die Vorblätter sind eiförmig und etwa 2 Millimeter lang. Die Kelchblätter sind gelb-grün, etwa 3,5 Millimeter lang, eiförmig und stumpf. Die dachigen, aufrechten Kronblätter sind eiförmig, etwa 6,5 Millimeter lang und abgerundet. Es sind 8 Staubblätter vorhanden. Der oberständige Fruchtknoten ist flaschenförmig und fein behaart, der kurze Griffel ist etwa 2 Millimeter lang mit kopfiger Narbe. Es ist ein Diskus vorhanden.
Die vielsamigen ledrigen Früchte, Beeren, sind rundlich, kahl, schwach gerippt, grün und oft rötlich überlaufen, mit Griffelresten und haben Durchmesser von 6 bis 7 Millimetern. Die Samen besitzen ein Arillus. Der Chinesische Perlschweif blüht von März bis April, die Früchte reifen von Mai bis Juli.
Die Chromosomenzahl beträgt 2n=24.

## Vorkommen und Standortansprüche
Das natürliche Verbreitungsgebiet liegt in China in den Provinzen Anhui, Fujian, Gansu, Guangdong, Guangxi, Guizhou, Henan, Hubei, Hunan, Jiangxi, Shaanxi, Sichuan, Yunnan und Zhejiang und auf Taiwan. Der Chinesische Perlschweif wächst in Wäldern, Dickichten und Waldrändern in 400 bis 3000 Metern Höhe auf mäßig trockenen bis frischen, schwach sauren bis alkalischen, sandig-lehmigen bis lehmigen, nährstoffreichen Böden an licht- bis halbschattigen Standorten. Die Art ist wärmeliebend und mäßig frosthart.

## Systematik
Der Chinesische Perlschweif (Stachyurus chinensis) ist eine Art aus der Gattung der Perlschweife (Stachyurus), der einzigen Gattung in der Familie Stachyuraceae, Ordnung Crossosomatales. Die Art wurde 1898 von Adrien René Franchet erstmals wissenschaftlich gültig beschrieben. Der Gattungsname Stachyurus stammt aus dem Griechischen, stachys bedeutet „Ähre“, und oura „Schwanz“ oder „Schweif“. Das Artepitheton chinensis verweist auf das Verbreitungsgebiet in China.

## Verwendung
Der Chinesische Perlschweif wird manchmal wegen der dekorativen Blüten als Zierstrauch kultiviert.